# Prospect (Kentucky)
Prospect es una ciudad ubicada en el condado de Jefferson en el estado estadounidense de Kentucky. En el Censo de 2010 tenía una población de 4698 habitantes y una densidad poblacional de 464,75 personas por km².

## Geografía
Prospect se encuentra ubicada en las coordenadas 38°20′45″N 85°36′38″O / 38.34583, -85.61056. Según la Oficina del Censo de los Estados Unidos, Prospect tiene una superficie total de 10,11 km², de la cual 9,92 km² corresponden a tierra firme y (1,84%) 0,19 km² es agua.

## Demografía
Según el censo de 2010, había 4698 personas residiendo en Prospect. La densidad de población era de 464,75 hab./km². De los 4698 habitantes, Prospect estaba compuesto por el 91,29% blancos, el 3,58% eran afroamericanos, el 0,02% eran amerindios, el 3,64% eran asiáticos, el 0,02% eran isleños del Pacífico, el 0,34% eran de otras razas y el 1,11% pertenecían a dos o más razas. Del total de la población el 2% eran hispanos o latinos de cualquier raza.